# Overstegen
Overstegen is een wijk in het noordoosten van Doetinchem, de grootste plaats in de Gelderse Achterhoek. Kenmerkend voor deze wijk is de vele hoogbouw gelegen aan de Caenstraat en rond het winkelcentrum.
Tevens is er een groot zorgcomplex, genaamd Het Trommelslag, een gebouw met zo'n 9 verdiepingen.
De wijk is gebouwd in de jaren 60 en 70 van de vorige eeuw.
Bij de bouw zijn er verschillende vuurstenen pijlpunten en wikkeldraadscherven gevonden. Andere archeologische vondsten zijn twee bronzen voorwerpen; een bronzen buiteltje (uit de vroege- of late Bronstijd, gevonden bij de Wrange) en een bronzen kokerbijl (uit de late Bronstijd, gevonden langs de Oude IJssel).
In deze wijk zijn diverse voorzieningen als winkels en scholen aanwezig en de wijk is per openbaar vervoer goed bereikbaar.
Centrum (7001) · Overstegen (7002) · Schöneveld & Muziekbuurt (7003) · Oosseld (7004) · Verheusweiden (7005) · De Huet, Het Weerdje (7006) · Dichteren, De Hoop en Wijnbergen (7007) · Heelweg en Keppelseweg (7008) ·
Bezelhorst en IJkenberg (Noord) (7009) · Gaanderen (7011) · Wehl (7030, 7031)